# Murat Kardanov
Murat Nausbievič Kardanov (in russo Мурат Наусбиевич Карданов?; Nal'čik, 4 gennaio 1971) ex lottatore sovietico, dal 1991 russo, specializzato nella lotta greco-romana.

## Palmarès

### Olimpiadi
- 1 medaglia:
  - 1 oro (Sydney 2000 nei 76 kg)

### Mondiali
- 1 medaglia:
  - 1 bronzo (Stoccolma 1993 negli 82 kg)

### Europei
- 3 medaglie:
  - 1 oro (Minsk 1998 nei 76 kg)
  - 2 bronzi (Istanbul 1993 negli 82 kg; Mosca 2000 nei 76 kg)